# Skala 00

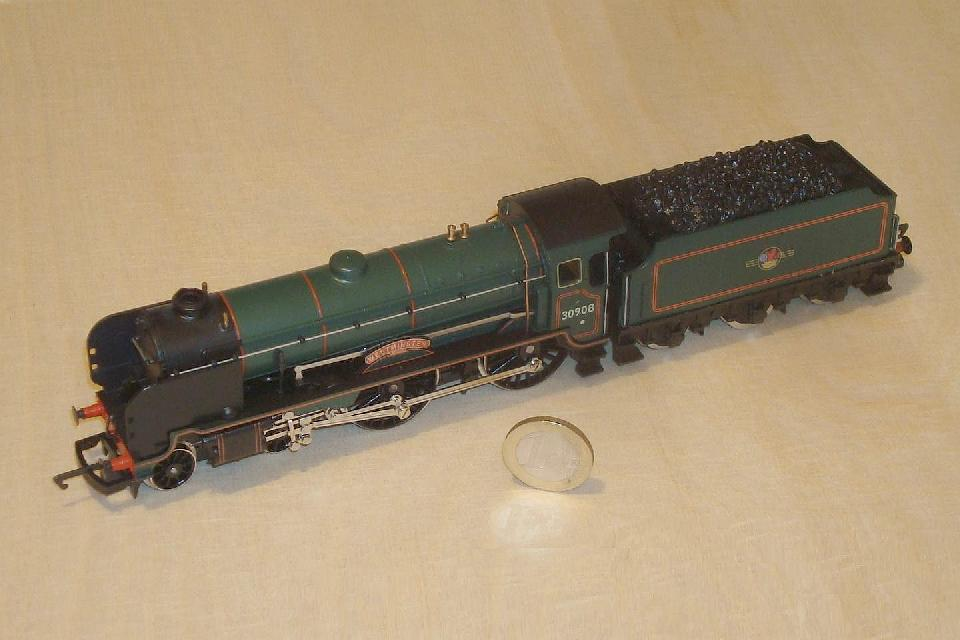
Parowóz w skali 00

Skala 00 – nazwa skali stosowanej w modelarstwie kolejowym kolejowym o podziałce 1:76 i rozstawie szyn 16,5 milimetrów.

## Historia
Historia skali 00 w modelarstwie kolejowym jest bardziej długa. Pierwsze modele o rozstawie szyn 16,5 mm stworzyła już w 1921 roku niemiecka firma Bing. Firma prezentuje na targach modelarskich w 1923 roku i rozpoczyna produkcję modeli, które zapoczątkowują seryjną produkcję modeli kolejowych w tej skali. Przedsiębiorstwo było jedynym producentem kolejek elektrycznych tej skali. Obecnie modele kolejowe tej skali nie są powszechne, szybko przestały być produkowane z powodu produkowania modeli kolejowych w bardziej rozpowszechnionej skali H0. Ale nadal są produkowane modele w tej skali (00 o rozstawie 16,5 mm) w Wielkiej Brytanii przez firmę np: HORNBY.